# Joerg Plateau
Joerg Plateau – pokryty śniegiem płaskowyż z licznymi wzniesieniami, położony na obszarze Lodowca Szelfowego Ronne, u nasady Ziemi Palmera. Został odkryty oraz sfotografowany z powietrza przez ekspedycję RARE pod przewodnictwem Finna Ronne’a w latach 1947-1948 i nazwany na cześć amerykańskiego kartografa i geografa Wolfganga Louisa Gottfrieda Joerga.